# Hemidactylus laticaudatus
Espèce
Synonymes
- Hemidactylus fossatii Scortecci, 1928

Hemidactylus laticaudatus est une espèce de geckos de la famille des Gekkonidae.

## Répartition
Cette espèce se rencontre en Érythrée et en Éthiopie.

## Liste des sous-espèces
Selon The Reptile Database (28 septembre 2012) :
- Hemidactylus laticaudatus fossatii Scortecci, 1928
- Hemidactylus laticaudatus laticaudatus Andersson, 1910

## Publications originales
- Andersson, 1910 : A new species of Hemidactylus from Harrar, Abyssinia. Jahrbüchern des Nassauischen Vereins für Naturkunde in Wiesbaden, vol. 63, p. 200-205 (texte intégral).
- Scortecci, 1928 : Una nuova specie di Hemidactylus dell' Eritrea: Hemidactylus fossatii. Atti della Società Italiana di Scienze Naturali e del Museo Civico di Storia Naturale in Milano, vol. 67, p. 33-36.